# Exarcado Patriarcal del Sudeste Asiático
El Exarcado Patriarcal del Sudeste Asiático es un exarcado de la Iglesia Ortodoxa Rusa en Singapur, Timor Oriental, Vietnam, Indonesia, Camboya, Corea del Norte, Corea del Sur, Laos, Malasia, Birmania, Papúa Nueva Guinea, Tailandia y Filipinas. El primado del exarcado lleva el título de "Metropolitano de Singapur y del Sudeste Asiático".

## Historia

### Primeras misiones
La Iglesia Ortodoxa llegó por primera vez al territorio de Corea en relación con las actividades de la Misión Espiritual Coreana de la Iglesia Ortodoxa Rusa a principios del siglo XX. Pero tras la Revolución Rusa, la Iglesia Ortodoxa Rusa comienza a ser perseguida por el gobierno soviético y sus actividades en el extranjera o bien quedaron en manos de la Iglesia ortodoxa rusa fuera de Rusia, o bien, fueron abandonadas. 
En 1934, se estableció una parroquia en Manila (Filipinas) y otras más en las Indias Orientales Holandesas (actualIndonesia), que en ese momento estaban subordinadas a la Iglesia Rusa en el Extranjero . No existía misión ortodoxa hasta ese momento, por lo que el éxodo de refugiados rusos del sudeste asiático provocó la desaparición de dichas parroquias.
La misión espiritual rusa en Corea del Sur fue transferida al Patriarcado de Constantinopla en 1955.
Tras el colapso de URSS, los rusos y otros ciudadanos exsoviéticos comenzaron a emigrar al Sudeste Asiático. No obstante, prácticamente no había parroquias ortodoxas en el territorio y las existentes no estaban bajo jurisdicción del Patriarcado de Moscú.

### Misiones modernas
En 1999, el abad Oleg (Cherepanin) fundó la parroquia de San Nicolás en Bangkok . En 2001, el hegúmeno Oleg fue nombrado jefe de la Representación de la Iglesia Ortodoxa Rusa en el Reino de Tailandia, incluyendo a Laos y Camboya en su jurisdicción.
Con el registro de la Iglesia Ortodoxa Rusa en Tailandia, fue posible abrir parroquias en todo el país, que para el 2018 eran 10. Así pues, se construyeron templos permanentes para todas ellas. Además, se construyó y se abrió una escuela religiosa en la isla de Phuket para capacitar a clérigos ortodoxos, para atender a los pueblos indígenas del sudeste asiático que se convirtieron a la ortodoxia.
Se crearon 3 parroquias en Camboya y se construyeron templos para dos de ellas. En 2014 se estableció una misión en Filipinas, donde comenzó la conversión masiva de antiguos niembros de la Iglesia Filipina Independiente a la ortodoxia rusa. En 2018 había 16 parroquias del Patriarcado de Moscú en Filipinas, principalmente en la isla de Mindanao. 
En Indonesia, las iglesias del Patriarcado de Moscú se encuentran en la capital Yakarta, en la ciudad de Surabaya y en la isla de Bali. La Iglesia Ortodoxa Rusa envió sacerdotes a estas parroquias para atender tanto a los feligreses ortodoxos de habla rusa como a los residentes locales que se habían convertido a la ortodoxia. 
Anteriormente, no había diócesis que unieran estas parroquias en el sudeste asiático, sino que estas eran administradas por la Oficina del Patriarcado de Moscú para Instituciones en el Extranjero.
El 12 de octubre de 2007, al obispo Sergio (Chashin) se le confió el cuidado archipastoral de la Parroquia de la Dormición en Singapur y el 26 de diciembre de 2012, también se le confió el cuidado archipastoral de la Parroquia del Arcángel Miguel en Kuala Lumpur, Malasia.

### Antecedentes del exarcado
El 21 de octubre de 2016, el Santo Sínodo de la Iglesia Ortodoxa Rusa nombró por primera vez al obispo Sergio (Chashin) como administrador de las parroquias del Patriarcado de Moscú en los países del Sudeste Asiático. Las parroquias en Vietnam, Indonesia, Camboya, Laos, Malasia, Singapur, Filipinas, Corea del Norte y Corea del Sur fueron transferidas a su cuidado. Para Tailandia, se formó una estructura separada: las parroquias patriarcales en Tailandia, directamente subordinadas al Patriarca de Moscú y Toda Rusia. 
El 28 de diciembre de 2018, el Santo Sínodo de la Iglesia Ortodoxa Rusa declaró “éxitos significativos de la misión de la Iglesia Ortodoxa Rusa en los países del Sudeste Asiático, expresados en la multiplicación del número de iglesias y comunidades, el surgimiento del clero de entre la población local, un aumento en el interés por la ortodoxia rusa", formando así el Exarcado Patriarcal del Sudeste asiático.
Según el sacerdote Alexander Volkov: “No se ha creado nada fundamentalmente nuevo: la vida eclesiástica que existía allí antes ahora está institucionalizada en un exarcado patriarcal”, mientras que, a diferencia del exarcado de Europa occidental, “todos los países de la región están incluidos en una diócesis”. El exarcado no incluyó parroquias ROCOR en esta región.

### Exarcado
El 26 de febrero de 2019, se formaron 4 diócesis como parte del exarcado: Corea, Singapur, Tailandia, Filipinas-Vietnamita, mientras que se abolió el Decanato Patriarcal de parroquias en Tailandia. El Sínodo también aprobó el Reglamento Interno del Exarcado Patriarcal del Sudeste Asiático. Al respecto, el arcipreste Dionisio Pozdnyaev señaló: “La presencia administrativa del Patriarcado de Moscú en Asia comenzó a superar la presencia similar allí del Patriarcado de Constantinopla, que tiene solo tres diócesis: en Corea, Hong Kong y Singapur".
El 25 de agosto de 2020, el Santo Sínodo de la Iglesia Ortodoxa Rusa decidió incluir los estados de Timor Oriental y Papua Nueva Guinea en jurisdicción de la Diócesis de Singapur y por lo tanto, amplió los límites del exarcado.

## Episcopologio
- Sergio (Chashin) (desde el 28 de diciembre de 2018)

## Diócesis
- Diócesis de Singapur (Singapur, Indonesia, Malasia, Timor Oriental y Papua Nueva Guinea)
- Diócesis de Corea (Corea del Norte y Corea del Sur)
- Diócesis de Tailandia (Tailandia, Camboya, Laos y Birmania)
- Diócesis de Filipinas-Vietnam (Filipinas y Vietnam)

## Enlaces
- https://exarchate.asia sitio web oficial
- Exarcado Patriarcal del Sudeste Asiático // Patriarchy.ru
- Exarcado Patriarcal del Sudeste Asiático en la red social instagram
- noticias por etiqueta "Ortodoxia en el sudeste asiático" // patriarquia.ru, 26 de febrero de 2019
- Misión Sureste. El erudito religioso Roman Silantiev explica por qué la creación del Exarcado Patriarcal en Asia no puede considerarse un medio para “castigar” a Constantinopla // iz.ru, 12 de marzo de 2019

- Datos: Q60566472
- Multimedia: Patriarchal Exarchate in South-East Asia / Q60566472